# Ekatarina Velika (album)
Ekatarina Velika – drugi album grupy Ekatarina Velika wydany w 1985 przez wytwórnię ZKP RTVL. Nagrań dokonano w styczniu i lutym 1985 w studiu SIM w Zagrzebiu. Reedycja CD z 2002 zawiera dodatkowo cztery utwory.

## Lista utworów
LP 1985, CD 2009
1. "Oči boje meda" (sł. M. Mladenović, muz. Ekatarina Velika) – 3:36
2. "Zaboravi ovaj grad" (sł. M. Stefanović, muz. Ekatarina Velika) – 3:00
3. "Tatoo" (sł. M. Mladenović, muz. Ekatarina Velika) – 2:48
4. "Hodaj" (sł. M. Mladenović, muz. Ekatarina Velika) – 4:06
5. "Ruke" (sł. M. Mladenović, muz. Ekatarina Velika) – 3:10
6. "Modro i zeleno" (sł. M. Mladenović, muz. Ekatarina Velika) – 4:00
7. "To sam ja" (sł. i muz. Ekatarina Velika) – 4:00
8. "Olovne godine" (sł. M. Stefanović, muz. Ekatarina Velika) – 3:48
9. "I've Always Loved You" (sł. M. Mladenović, muz. Ekatarina Velika) – 5:15

CD 2002
1. "Modro i zeleno" (sł. M. Mladenović, muz. Ekatarina Velika) – 4:02
2. "To sam ja" (sł. i muz. Ekatarina Velika) – 4:36
3. "Oči boje meda" (sł. M. Mladenović, muz. Ekatarina Velika) – 5:21
4. "Tatoo" (sł. M. Mladenović, muz. Ekatarina Velika) – 3:15

- utwory 10-14 koncert w SNP, Nowy Sad 1988

## Skład
- Milan Mladenović – śpiew, gitara
- Margita Stefanović – instr. klawiszowe, śpiew
- Bojan Pečar – gitara basowa, śpiew
- Ivan "Firči" Fece – perkusja

produkcja
- Dragan "Čač" Čačinović – nagranie
- Władimir Smolec – produkcja